# پارادوکس آسانسور
پارادوکس آسانسور، پارادوکسی است که اولین بار توسط ماروین استرن و جورج گامو، فیزیک‌دانانی که دفترشان در یک ساختمان 7 طبقه بود، مورد توجه قرار گرفت. گامو که دفترش در طبقه 2 قرار داشت، متوجه‌شد که اولین آسانسوری که در آن طبقه می‌ایستد از هر 6 بار توقف تقریباً در 5 توقف، به طرف پایین می‌رود مانند آنکه آسانسور در سقف ساخته‌شده و سپس جهت حرکت آن به طرف پایین قرار داده‌شده‌است. برای استرن که دفترش در طبقه 6 قرار داشت، این وضعیت عکس بود. تلاش‌های مکرری برای یافتن دلیل این پدیده شد؛ تحلیل‌های اولیه ساده بودند اما با تحلیل بیشتر جزئیات، مسئله پیچیده‌تر از آن بود که در ابتدا تصور می‌شد.

## مدل کردن مسئله
کنوث برای توضیح مسئله، فرض‌های زیر را در نظر گرفت:
1. هر آسانسور به‌طور مستقل یک چرخه پیوسته از حرکت از پایین‌ترین طبقه به بالاترین طبقه و بالعکس طی می‌کند.
2. در این حرکت، سرعت و مانگین توقف آسانسور در هر طبقه ثابت است.

بنابراین زمانی که کلید در هر طبقه فشرده می‌شود، می‌توانیم قرارداد کنیم که هر آسانسور در نقطه‌ای تصادفی از چرخه‌اش است.
برای حالتی که یک آسانسور داریم، محاسبه احتمال آنکه آسانسور در حال حرکت به پایین، در طبقه‌ای مفروض بایستد، آسان است. فرض کنیم ساختمان دارای {\displaystyle n}طبقه و {\displaystyle X_{m}}متغیر تصادفی برنولی آن باشد که آسانسور در هنگام رسیدن به طبقه m در حال حرکت به سمت بالا باشد، در این صورت داریم:
{\displaystyle P(X_{m}=x)={\begin{cases}{\tfrac {m-1}{m}},&{\text{if }}x{\text{ = 1}}\\{\tfrac {n-m-1}{n-m}},&{\text{if }}x{\text{ = 0}}\end{cases}}}
اگر تعداد آسانسورها بیشتر باشد، این احتمال‌ها دیگر درست نخواهندبود. در واقع، هنگامی که تعداد آسانسورها به بی‌نهایت می‌کند، احتمال آنکه آسانسور در هر طبقه‌ای در حال حرکت به سمت بالا یا پایین باشد، دقیقاً برابر است، با این‌حال احتمال برای هر آسانسور همان {\displaystyle P(X_{m}=1)} در حالت حرکت رو به بالا و {\displaystyle P(X_{m}=0)} در حالت حرکت رو به پایین باقی می‌ماند و همهٔ آسانسورها با احتمال برابری اولین آسانسور هستند که به طبقه {\displaystyle m}می‌رسند.
محاسبهٔ احتمال برای ۲ یا چند آسانسور پیچیده‌تر است. کنوث در این‌باره می‌گوید: «اینکه کدام آسانسور زودتر برسد تاحدودی بستگی به جهت حرکت آن دارد. مثلاً اگر در طبقه دوم باشیم و آسانسوری از طبقات بالا به سمت پایین و آسانسور دیگری از طبقه پایین به سمت بالا در حرکت باشند، به احتمال زیادی آسانسوری که از پایین می‌آید، زودتر می‌رسد با فرض اینکه بقیه شرایط یکسان باشند.» کنوث شرایط گامو به صورت زیر تحلیل می‌کند:
بخشی از مسیر حرکت یک آسانسور را به این صورت در نظر بگیرید که از طبقه چهارم شروع به حرکت به سمت پایین کرده، به طبقه اول می‌رود، جهت حرکتش تغییر می‌کند و به سمت طبقه دوم حرکت می‌کند. این بخش از حرکت آسانسور،{\displaystyle {\frac {4}{12}}={\frac {1}{3}}} کل مسیر حرکت آسانسور است. در نصف اول این بخش، آسانسور در طبقه دوم با جهت حرکت به سمت پایین و در در نصف دیگر در طبقه دوم با جهت حرکت به سمت بالا می‌ایستد. به این نوع حرکت، حرکت بی‌طرفانه می‌گوییم. فرض‌کنیم تعداد آسانسورها برابر k باشد، کنوث دو حالت را در نظر گرفت:
۱. هیچ آسانسوری در حرکت بی‌طرفانه نباشد. احتمال این حالت برابر {\displaystyle (1-{\frac {1}{3}})^{k}=({\frac {2}{3}})^{k}} است.
۲. حداقل یک آسانسور در حرکت بی‌طرفانه باشد. احتمال این حالت برابر {\displaystyle 1-({\frac {2}{3}})^{k}} است. چون آسانسوری که در حرکت بی‌طرفانه باشد الزاماً زودتر به طبقه دوم می‌رسد، می‌توانیم هر آسانسوری را که در حرکت بی‌طرفانه است، در نظر نگیریم. در این‌صورت آسانسور با احتمال به سمت پایین در حرکت خواهدبود.
با در نظر گرفتن دو حالت بالا، احتمال آنکه اولین آسانسوری که به طبقه 2 می‌رسد، به طرف پایین حرکت کند برابر {\displaystyle ({\frac {2}{3}})^{k}+{\frac {1}{2}}\times (1-({\frac {2}{3}})^{k})={\frac {1}{2}}+{\frac {1}{2}}\times ({\frac {2}{3}})^{k}} است. در ساختمان 7 طبقه اگر 2 آسانسور داشته باشیم، احتمال آنکه آسانسوری که در طبقه 2 می‌ایستد در حال حرکت به پایین باشد برابر {\displaystyle {\frac {13}{18}}} می‌شود که کمی از {\displaystyle {\frac {5}{6}}}کمتر است، بنابراین احتمال آنکه آسانسور به طرف بالا حرکت کند، بیش‌تر شده‌است. اگر تعداد آسانسورها 7 باشد، این احتمال برابر {\displaystyle {\frac {2315}{4374}}} خواهدشد که چندان از {\displaystyle {\frac {1}{2}}} بیشتر نیست.
کنوث احتمال آنکه اولین آسانسوری که در طبقه {\displaystyle m}با جهت حرکت پایین می‌ایستد، برای یک ساختمان {\displaystyle n}طبقه با {\displaystyle k}آسانسور محاسبه کرده‌است. این احتمال برابر
{\displaystyle {\frac {1}{2}}+{\frac {1}{2}}\times (1-2\times {\frac {m}{n-1}})\times \left\vert 1-2\times {\frac {m}{n-1}}\right\vert ^{k-1}}
است؛ که با میل کردن {\displaystyle n}به بی‌نهایت، به {\displaystyle {\frac {1}{2}}}میل می‌کند.